# Ryd (Kronoberg)
Ryd – miejscowość (tätort) w Szwecji, w regionie administracyjnym (län) Kronoberg, w gminie Tingsryd.
Według danych Szwedzkiego Urzędu Statystycznego liczba ludności wyniosła: 1474 (31 grudnia 2015), 1468 (31 grudnia 2018) i 1445 (31 grudnia 2019).